# Ordine della Dormizione della Beata Vergine Maria
L'Ordine della Dormizione della Beata Vergine Maria è un ordine religioso femminile di diritto pontificio.

## Storia
La fondazione di un monastero di rito bizantino e di lingua slava, intitolato alla Dormizione della Madre Santissima di Dio, fu promossa nel 1956 dalla congregazione per le Chiese orientali, che intendeva realizzare a Roma un luogo dove si pregasse per la conversione della Russia comunista.
Le prime quattro religiose russe, tutte provenienti da diverse congregazioni religiose di rito latino, iniziarono la nuova vita comune in una casa alla periferia di Roma il 14 dicembre 1957.
Il 10 luglio 1959 papa Giovanni XXIII rese il monastero di diritto pontificio, ammettendo le religiose ai voti solenni.

## Attività e diffusione
Lo scopo dell'istituto è la vita contemplativa e liturgica; le monache dell'ordine di dedicano anche alla pittura di icone e alla confezione di paramenti sacri.
Alla fine del 2008 l'ordine contava il solo monastero di via della Pisana a Roma e tre religiose.